# Elizma Theron
Elizma Theron, född 6 juni 1983 i Bethlehem, Fristatsprovinsen, är en sydafrikansk sångerska och skådespelerska. 
Theron släppte sitt debutalbum, Lapaside, 2005. Hon har även varit med i den sydafrikanska supergruppen 4Werke tillsammans med Liezel Pieters, Ray Dylan och Nicholis Louw.
2010 spelade hon huvudrollen i filmen Jakhalsdans.

## Diskografi
- 2005 -  Lapaside
- 2007 - Gee My Meer
- 2009 - Ek Soek Jou
- 2011 - Oppad Na Jou
- 2014 - Stilte en Storms
- 2016 - Boeregirl met 'n country Hart
- 2018 - Hierdie Hart Brand Liefde